# Suffascar fianara
Espèce
Suffascar fianara est une espèce d'araignées aranéomorphes de la famille des Zodariidae.

## Distribution
Cette espèce est endémique de Madagascar.

## Publication originale
- Henrard & Jocqué, 2017 : The new ant-eating genus Suffascar (Araneae, Zodariidae) endemic to Madagascar: a considerable extension of the dual femoral organ clade. Invertebrate Systematics, vol. 31, no 5, p. 519-565.